# Andra världskriget: Frankrikes nederlag
En av de viktigaste punkterna på Adolf Hitlers program var att få revansch på Frankrike för behandlingen av Tyskland efter Stilleståndsavtalet 1920 i Första världskriget. Efter Molotov-Ribbentroppakten 1939 var riskerna för ett tvåfrontskrig tills vidare undanröjda. Hitler hade med all säkerhet inte räknat med att västmakterna i det läget skulle gå i krig med Tyskland. Men Frankrike och Storbritannien förklarade Tyskland krig 3 september, två dagar efter att anfallet på Polen inleddes. Dock blev den utlovade hjälpen till Polen aldrig av.

## Förberedelser för tyskt anfall
Polen besegrades inom loppet av en månad. I ett halvår efter den polska kapitulationen rådde "passivitet" på västfronten, endast till sjöss ägde stridshandlingar rum (se slaget om Atlanten) - men förberedelserna för ett tyskt anfall var i gång.
Hitler ville invadera Frankrike redan hösten 1939 men den militära ledningen övertygade honom om att Wehrmacht ännu inte var redo för ett så stort företag, Frankrike ansågs ha en av världens absolut starkaste krigsmakter.
Anfallet inleddes slutligen 10 maj 1940 och liksom i första världskriget lyckades tyskarna överraska fransmännen med attackplanen. Till stor del var det ett upprepande av Schlieffenplanen från förra kriget med skillnaden att även Nederländerna berördes av invasionen. Fransmännens strategi var defensiv, man förlitade sig till de starka befästningarna utmed Maginotlinjen. Genom att invadera samtliga tre Beneluxländer kunde tyskarna gå runt Maginotlinjen. Den tyska anfallsstrategin planlades av Erich von Manstein, Hitlers skickligaste strateg.

## Invasion av Beneluxländerna
Av styrkeförhållanden att döma var tyskarna i underläge. Fransmän och britter förfogade över 146 divisioner jämfört med 127 tyska, resp 3000 stridsvagnar mot 2700. Tyskarna var emellertid överlägsna taktiskt, och deras Blixtkrig där man utnyttjade pansarvapnet och flygvapnets starkaste sidor till fullo gav återigen mycket stora och snabba framgångar.
Nederländerna och Belgien kunde inte bjuda mycket motstånd. De förstnämnda kapitulerade redan efter fyra dagar, och även belgarna var snart besegrade. Under första världskrigets inledning hade belgarna bjudit tyskarna hårt motstånd, men nu var de chanslösa. De bad om hjälp från Frankrike och Storbritannien men mycket hjälp kom inte. Flera städer i både Nederländerna och Belgien utsattes för mycket kraftiga bombangrepp. De styrkor som britterna ändå avdelade kunde inte bidra med mycket. 
Tvärtom hjälpte detta tyskarna då de anföll med stora truppstyrkor genom Ardennerna. 14-22 maj inneslöts flera franska och brittiska arméer i en stor kniptångsmanöver. Redan den 23 maj hade tyska styrkor nått fram till staden Calais vid Frankrikes kust mot Engelska kanalen. Efter endast två veckors krig hade de tyska styrkorna nått exceptionella framgångar, och de allierade styrkorna var redan mycket illa ute. Den oerhört snabba tyska framryckningen till engelska kanalen innebar att de allierade styrkorna blivit avskurna från varandra.

## Dunkerque
I slutet av maj inledde de brittiska och franska styrkorna vid  Dunkerque en enorm evakuering. Hela 335 000 allierade soldater lyckades fly från Frankrike till Storbritannien. Evakueringen möjliggjordes av att de tyska förbanden av skäl som aldrig blivit riktigt klargjorda stoppade offensiven mot Dunkerque 23 maj, men vissa historiker menade att tyska ledningen ville låta Luftwaffe bomba styrkorna som blev fast där. Detta kallade de allierade för "Undret vid Dunkerque". Trots den lyckade evakueringen var detta ändå en oerhörd motgång för dessa allierade trupper

## Frankrike besegras
Motståndsviljan var fortfarande stark hos de brittiska förband som var kvar i Frankrike, men vare sig de eller de franska styrkorna kunde stoppa tyskarnas marsch mot Paris. Den franska militärledningen deklarerade Paris som en "öppen stad" för att man ville att den skulle undgå samma öde som Rotterdam och Warszawa. Exakt en månad efter invasionens start, den 10 juni gick stora tyska styrkor över Seine. Samma dag gick Mussolinis Italien med i kriget på axelmakternas sida och anföll Frankrike. Den 14 juni marscherade tyska armén in i Paris. 

## Kapitulation
Frankrike kapitulerade den 22 juni efter att regeringen avgått. Den nya regeringens, under ledning av den gamle krigshjälten Pétain, första åtgärd var att begära vapenstillestånd. 
Den tidigare fruktade franska krigsmakten och de allierade brittiska styrkorna hade blivit grundligt besegrade på sex veckor. Den enorma framgången för tyskarna hade uppnåtts med ett, i jämförelse med blodbaden under första världskriget, relativt lågt antal stupade soldater, ca. 45 000 soldater på vardera sidan.
Fransmännen fick underteckna kapitulationen på samma plats i Compiègne, t.o.m. i samma tågvagn, som Tyskland undertecknat vapenstilleståndet november 1918. Nu var Tysklands förödmjukelse och stympning utraderad, Elsass-Lothringen var åter tyskt.

## Hitlers triumftåg
Efter segern mot Frankrike stod Hitler på höjden av sin makt. Den tyska armén verkade oövervinnelig, och ärkefienden Frankrike var besegrad.  Hitler höll sedan ett triumftåg i Paris. (Myter finns fortfarande om planer att tyskarna ville jämna den franska huvudstaden med marken.) Ca två tredjedelar av Frankrike ockuperades av tyska trupper medan resten av landet stannade under fransk förvaltning i Vichy under ledning av marschall Pétain (Vichyregimen) som nu var allierad med Nazityskland och som även förvaltade de franska kolonierna.

## Storbritannien fortsätter kampen
Nu stod britterna ensamma i kampen mot Nazityskland. Den relativt nytillträdde premiärministern Winston Churchill hade emellertid inga tankar på att ge upp. Han avvisade ett fredsförslag från tyskarna och lovade att kampen skulle fortsätta fram tills den dag då "den fria världen befriat Europa från det tyska tyranniet".
Churchill föreslog t.o.m. en union mellan Storbritannien och Frankrike om fransmännen fortsatte kampen - men det förslaget avvisades. Churchill visste emellertid att han hade en pålitlig bundsförvant i USA:s president Franklin D Roosevelt. I Storbritannien bildades också en fransk exilregering ledd av Charles de Gaulle. 

## Brittisk attack mot franska skepp
Efter Frankrikes fall var britterna oroliga för att den franska flottan skulle falla i tyska händer och hota det som de sedan tiden före Första världskriget var så angelägna om att behålla, Royal Navys dominans till havs. Därför tog Churchill initiativ till Operation Catapult som innebar att de franska skeppen antingen skulle överlämnas till britterna, seglas till en neutral hamn eller sänkas med våld. Befälhavaren över den franska flottan i Mers-el-Kébir, amiral Gensoul, vägrade och brittiska fartyg öppnade eld mot sina tidigare allierade den 3 juli 1940 och sänkte respektive skadade flera skepp och dödade mer ett tusen fransmän vilket allvarligt skadade de brittisk-franska relationerna en tid framöver.
Vad gäller det fortsatta kriget angående Frankrike se följande:
- D-dagen
- Frankrike befrias
- Tysklands sammanbrott